# Sphodromantis citernii
Sphodromantis citernii es una especie de mantis de la familia Mantidae.

## Distribución geográfica
Se encuentra en África.